# Przypisy harwardzkie
Przypisy harwardzkie (Harvard Referencing System) – system podawania źródeł w nawiasach znajdujących się bezpośrednio w tekście i zawierających – nazwisko autora, rok wydania, ewentualnie stronę – cytowanej publikacji. Inne nazwy to „system harwardzki” , „nazwisko/data”  lub „alfabetyczny” .
Publikacja z takimi przypisami zawsze zawiera załącznik z alfabetycznie posortowaną szczegółową bibliografią.

## Format
Podstawowa forma przypisu harwardzkiego zawiera nazwiska autorów, rok publikacji i opcjonalnie, po przecinku, numer strony lub stron. Jeśli autorów jest więcej niż trzech, podaje się nazwisko pierwszego autora z dopiskiem i in.  (i inni) lub et al.  (łac. et alii), który jest stosowany w źródłach angielskojęzycznych.
```
(Ciamciara 2012, s. 81)
(Ciamciara i Kowalski 2001, s. 36, 42)
(Ciamciara, Kowalski i Nowak 1989, s. 187)
(Ciamciara i in. 1980, s. 11-14)
```

W niektórych wariantach opcjonalne numery stron są oddzielone od nazwisk autorów i roku publikacji dwukropkiem .
```
(Ciamciara 2012: 81)
(Ciamciara i Kowalski 2001: 36, 42)
(Ciamciara, Kowalski i Nowak 1989: 187)
(Ciamciara i in. 1980: 11-14)
```

Dodatkowo w przypisie można zawrzeć informację o referowaniu dłuższego fragmentu :
```
(por. Ciamciara 2012: 81)
```

jak również wskazać, że cytat jest powtarzany 
```
(cyt. za Ciamciara 2012: 81).
```

Zaleca się również stosowanie nawiasów kwadratowych zamiast okrągłych.
W przypadku gdy w jednym przypisie trzeba umieścić odwołanie do więcej niż jednej publikacji, to należy je wymieniać w kolejności chronologicznej:
```
(Ciamciara i in. 1990, s. 11-14; Ciamciara i Kowalski 2001, s. 36, 42)
```

Jeśli autor dokonał więcej niż jedną publikację w tym samym roku, datę uzupełnia się o kolejne małe litery alfabetu dla odróżnienia, o którą publikację chodzi  :
```
(Kowalski 1990a, s. 11-14)
(Kowalski 1990b, s. 88)
```

oraz identyczny zabieg stosuje się w szczegółowej bibliografii załącznikowej.
Gdy cytowane są publikacje różnych autorów o tym samym nazwisku wydanych w tym samym roku, to dla ich odróżnienia stosuje się pierwszą literę imion autorów:
```
(A. Nowak 1990)
(J. Nowak 1990)
```

## Zalety
- System jest wygodny dla obeznanego czytelnika, gdyż nazwisko autora i rok wydania szybko wskazują publikację, do której odwołuje się dane dzieło[6] .
- Brak numeracji ułatwia skład i aktualizację bibliografii o nowe pozycje.
- Brak przypisów dolnych ułatwia składanie dokumentów.

## Wady
- Nadmierna liczba przypisów w tekście może rozpraszać czytelnika.
- Brak ścisłych reguł cytowania źródeł, gdy nie można wskazać autora publikacji.
- Mało czytelne cytaty w przypadku monografii na temat konkretnego autora, na przykład: Kowalski 1990a, Kowalski 1990b, Kowalski 1990c, Kowalski 1991a, Kowalski 1991b itd.